# Cremastus obsoletus
Cremastus obsoletus là một loài tò vò trong họ Ichneumonidae.